# 善導寺 (愛知県東浦町)
善導寺（ぜんどうじ）は、愛知県知多郡東浦町にある浄土宗の寺院。山号は海鐘山。院号は悟真院。本尊は阿弥陀如来。

## 由緒
1443年（嘉吉3年）、音誉聖観の開山により創建された（『尾張志』は、開山を信誉上人とし、創建年月については「詳ならず」としている）。
1550年（天文19年）、宝誉和尚が中興した。1605年（慶長10年）、緒川藩藩主・水野分長が現在地に移した。徳川家康の母・於大の方は、生まれ故郷のこの寺に度々参詣し、ここを自らの菩提寺に定めた。寺には於大の方が寄進した三尊阿弥陀如来像、柄香炉、於大使用の夜着などが保管され、於大の方と家康の位牌が祀られている。

## 文化財

### 愛知県指定有形文化財
- 「異国降伏祈願施行状」

## ギャラリー

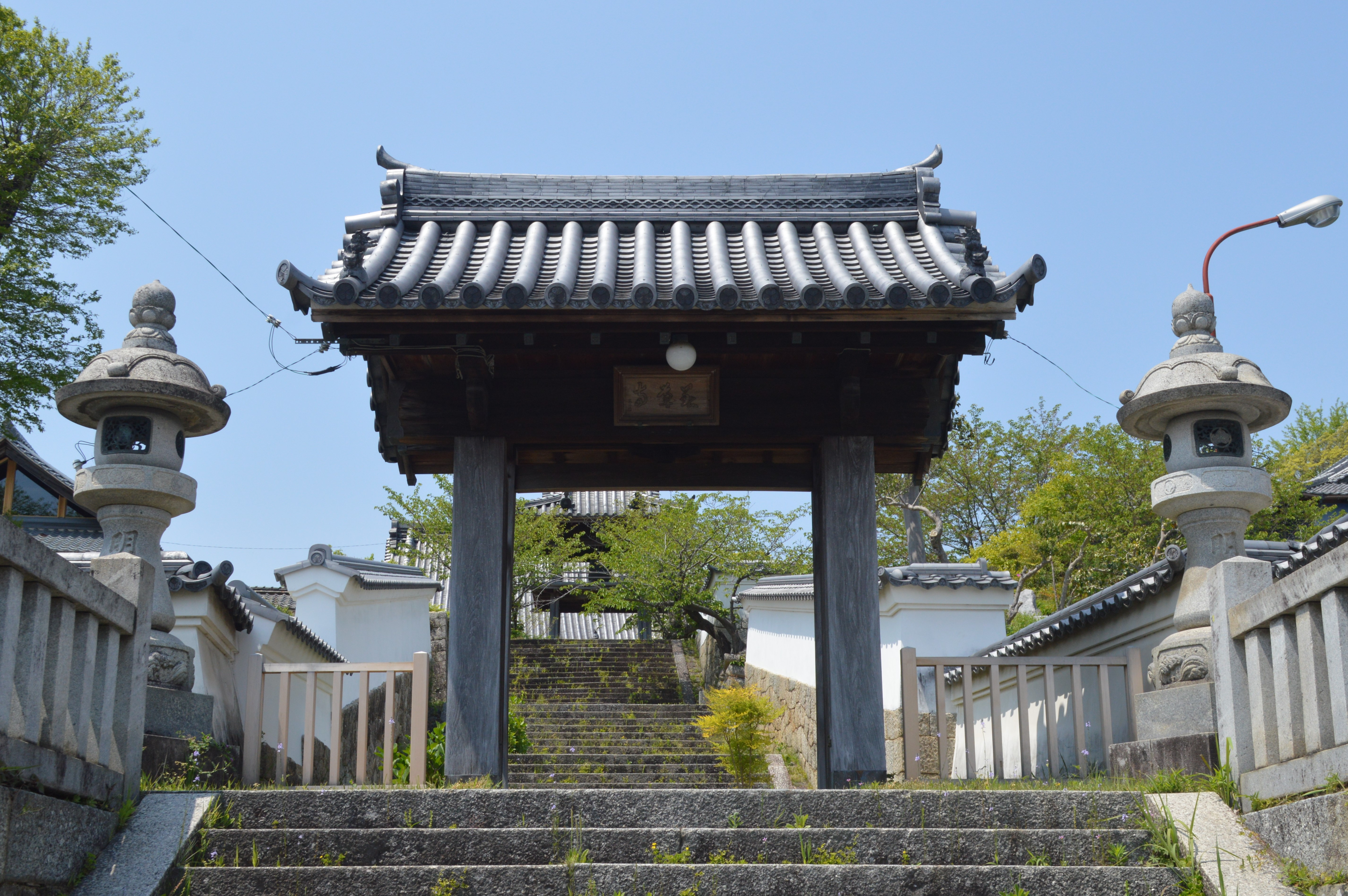
山門
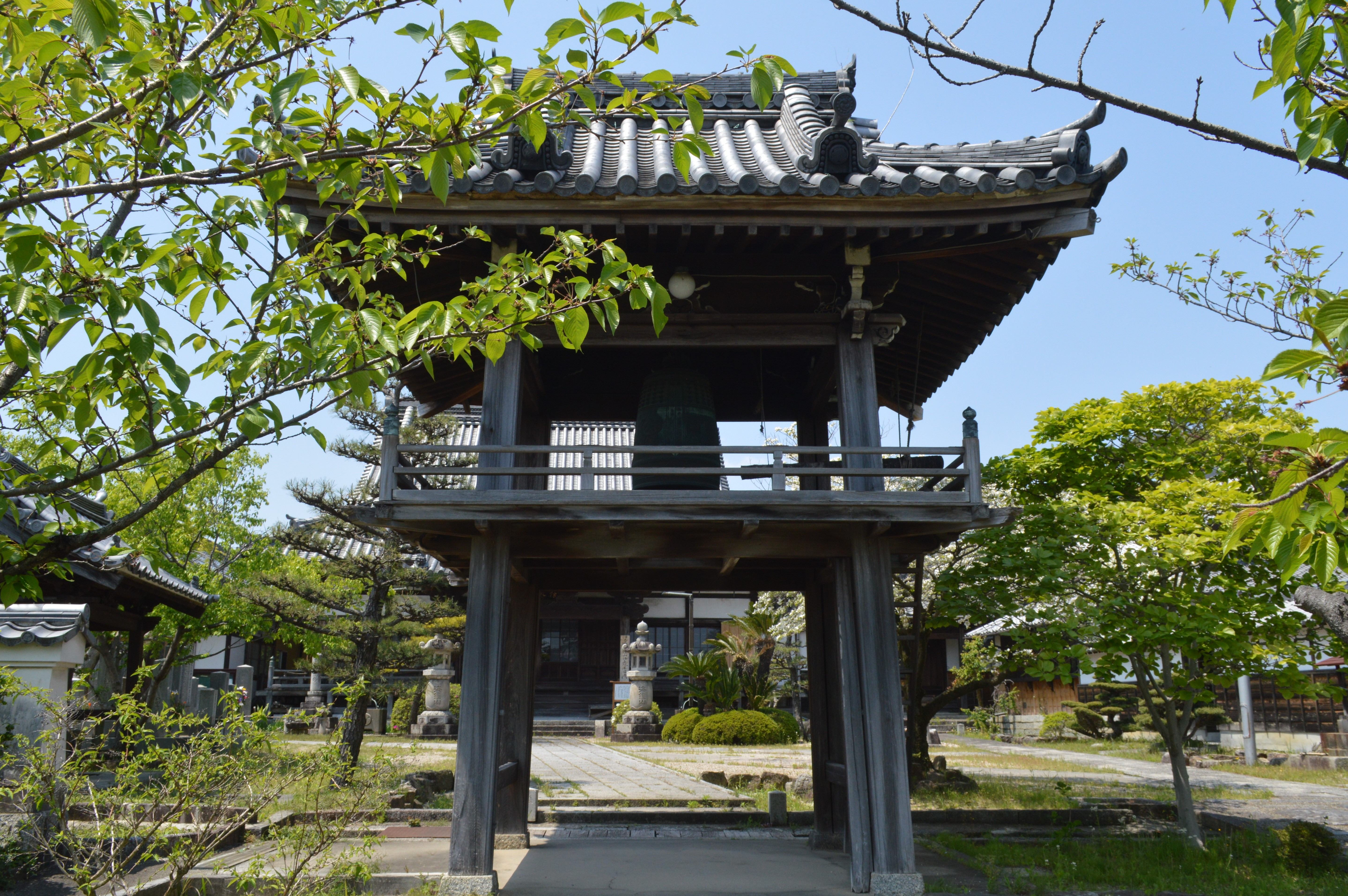
大鐘楼
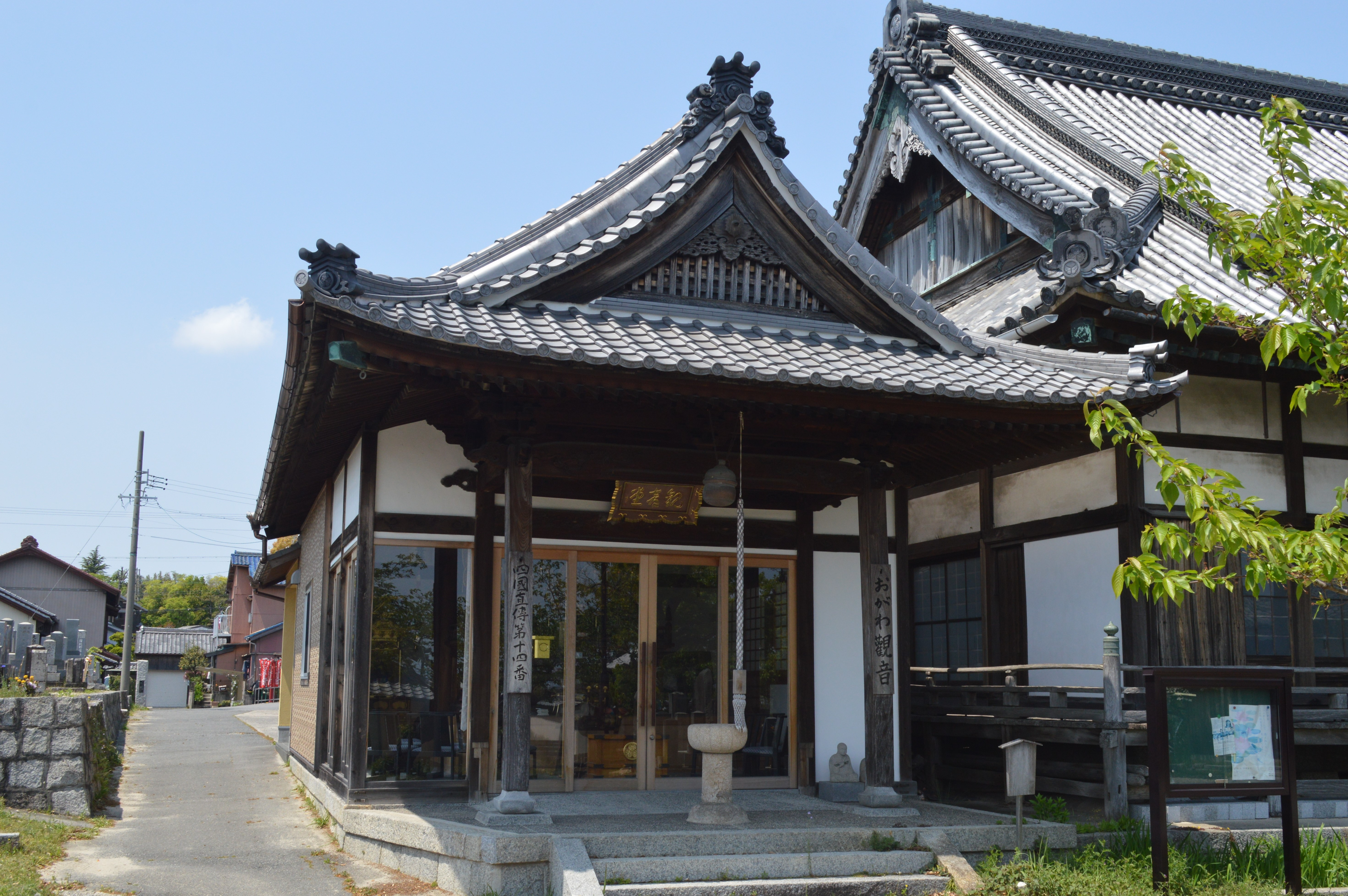
おがわ観音
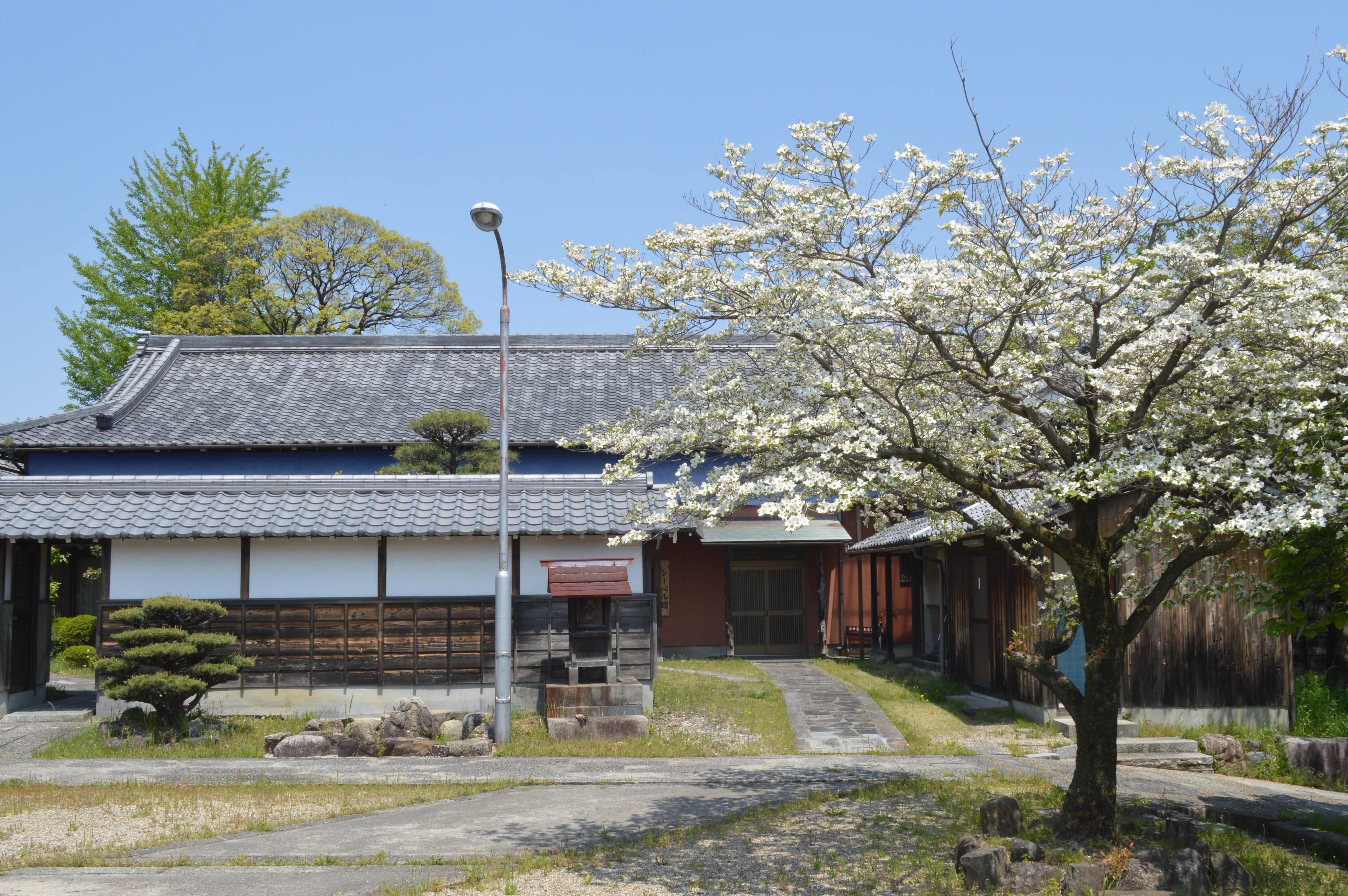
シーベル館